# Маяк Портленд-Хед
Маяк Портленд-Хед (англ. Portland Head Light) — маяк, расположенный на небольшом мысе на пути в гавань города Портленд, штат Мэн, США. Административно принадлежит городу Кейп Элизабет, округ Камберленд. Построен в 1791 году. Старейший маяк в штате Мэн. Автоматизирован в 1989 году.

## История
Строительство началось в 1787 году по указанию Джорджа Вашингтона и было завершено 10 января 1791 года с использованием созданного им фонда в размере 1 500$. Изначально для освещения использовались лампы с китовым жиром, которые были заменены линзой Френеля в 1855 году. Которые, в свою очередь, были заменены аэромаяками в 1958 году.
В 1787 году, когда штат Мэн все еще был частью штата Массачусетс, Джордж Вашингтон нанял двух каменщиков из города Фалмут (современный Портленд), Джонатана Брайанта и Джона Николса. Он дал им 4 года на сооружение маяка и поручил максимально экономить при его строительстве, потому башня была построена из щебня. Первоначально планировалось возвести здание высотой 17,7 метров, но этого оказалось недостаточно, и высоту увеличили до 23,8 метров. 10 августа конгресс США утвердил выделение 1 500$ на строительство маяка. В 1790 году башня была завершена, и 10 января 1791 года маяк был официально открыт.
Когда маяк Халфвей-Рок был введен в строй, значимость маяка Портленд-Хед снизилась, и его башню укоротили на 6 метров в 1883 году. Однако после жалоб моряков прежняя высота башни была восстановлена в 1885 году. В 1891 году был построен дом смотрителя.
С тех пор башня мало изменилась, сегодня ее высота составляет 24,4 метра над землей и 31 метр над уровнем моря. Маяк был автоматизирован Береговой охраной США в 1989 году.
Оригинальные линзы Френеля, использовавшиеся в маяке, хранятся в небольшом музее в доме смотрителя рядом с маяком.
В 1973 году маяк был включен в Национальный реестр исторических мест.

## В произведениях культуры и искусства
Эдвард Хоппер нарисовал маяк в 1927 году. Его картина хранится в Бостонском музее изящных искусств.
Снежный вид маяка Портленд-Хед был показан в драме 1999 года «Снег падающий на кедры».
Также его можно увидеть в фильме 1999 года «Послание в бутылке».
Маяк Портленд-Хед появлялся в пятом, шестом и седьмом сезонах телесериала Marvel «Агенты "Щ.И.Т".», где он скрывал тайную подземную базу агентства «Щ.И.Т.», которая использовалась для управления наземными операциями.

## Фотографии
- Маяк в 1917
- Маяк в 1933
- Маяк в 2009
- Маяк в 2012
- Оригинальная линза Френеля